# HADES – Eine (fast) wahre Geschichte aus der Unterwelt
HADES – Eine (fast) wahre Geschichte aus der Unterwelt ist ein österreichischer Spielfilm vom Regisseur Andreas Kopriva aus dem Jahr 2023. Das Drehbuch zum Film stammt von Horst-Günther Fiedler und Anoushiravan Mohseni. Am 28. Dezember 2023 ist die „Gängsterkomödie“ in Österreichs Kinos gestartet.

## Handlung
Als Reza als zehnjähriger Bub mit Mutter und Bruder nach Wien flüchten und in eher prekären Verhältnissen leben muss, erkennt er recht bald: Wer nicht untergehen will, braucht Selbstbewusstsein, Schmäh – und muss ab und zu kräftige Watschen austeilen. So wird er mit den Juniorgangstern im Park fertig und so holt er sich sein erstes Fahrrad, weil die Mutter zu wenig Geld hat, ihm eines zu kaufen.
Ein paar Jahre später als Erwachsener wird Reza nicht nur wieder Profi-Kämpfer, sondern auch Profi-Gangster bei Unterweltboss Milan und beginnt ein einträgliches Doppelleben. Gemeinsam mit seinen Kumpels Mo und Dragan macht er sich einen Namen in der Unterwelt: Rivalen ausschalten, Geld eintreiben und Leute verdreschen. Brutal aber mit Köpfchen erobert er die Wiener Unterwelt.
Trotz aller Härte bewahrt sich Reza ein großes Herz und ein kleines Gewissen für sein Tun. Doch eben dieses Herz wird ihm zum Verhängnis, als er sich in Beatrice verliebt und mit ihr eine gemeinsame Zukunft zu planen beginnt. Ihm kommen Zweifel daran, ob er seine „Arbeit“ ewig weitermachen kann. Was er allerdings nicht ahnt: Die Polizei in Form der SOKO Hades, angeführt vom erfahrenen Inspektor Czermak, der Reza schon seit Kindertagen kennt und eigentlich mag, ist der Bande und damit auch Reza längst auf den Fersen.

## Produktion
Die Dreharbeiten zu HADES – Eine (fast) wahre Geschichte aus der Unterwelt fanden im Frühjahr 2023 in Wien und Niederösterreich statt. Unterstützt wurde die Produktion vom Österreichischen Filminstitut (ÖFI) sowie ÖFI+, von Geldern des ORF Film- und Fernsehabkommens und dem Land Niederösterreich.
Die MR Film Kurt Mrkwicka Ges.m.b.H produzierte den Film unter der Leitung von Oliver Auspitz, Andreas Kamm und Catrin Strasser. Den Vertrieb übernimmt Constantin Film Österreich. Die Geschichte beruht auf wahren Erlebnissen aus der Kindheit des Hauptdarstellers Anoushiravan Mohseni, wird aber weitgehend frei erzählt. Regie führte Andreas Kopriva, der mit diesem Film sein Kinodebüt gibt.
Als Intimitätskoordinatorin fungierte Katharina Haudum und als Stuntkoordinator Joe Tödtling.

## Rezeption
Der Film erzielte eine Zuschaueranzahl von 1363 Personen.

## Belege
1. ↑  Alterskennzeichnung für HADES – Eine (fast) wahre Geschichte aus der Unterwelt. Jugendmedienkommission.
2. 1 2 3 4  Hades - Eine (fast) wahre Geschichte. In: Österreichisches Filminstitut. Abgerufen am 28. November 2023 (deutsch).
3. ↑  MR FILM - Hades - Eine (fast) wahre Geschichte. Abgerufen am 28. November 2023.
4. ↑  Constantin Film Österreich: HADES – Eine (fast) wahre Geschichte aus der Unterwelt | Kino. Abgerufen am 28. November 2023.
5. ↑  MR FILM - Hades - Eine (fast) wahre Geschichte. Abgerufen am 28. November 2023.
6. ↑  Constantin Film Österreich: HADES – Eine (fast) wahre Geschichte aus der Unterwelt | Kino. Abgerufen am 28. November 2023.
7. ↑  HADES – Eine (fast) wahre Geschichte aus der Unterwelt  bei crew united, abgerufen am 28. November 2023.
8. ↑  Film Austria - Kino Charts. Abgerufen am 22. Januar 2025.